# مدرسة إصلاحية

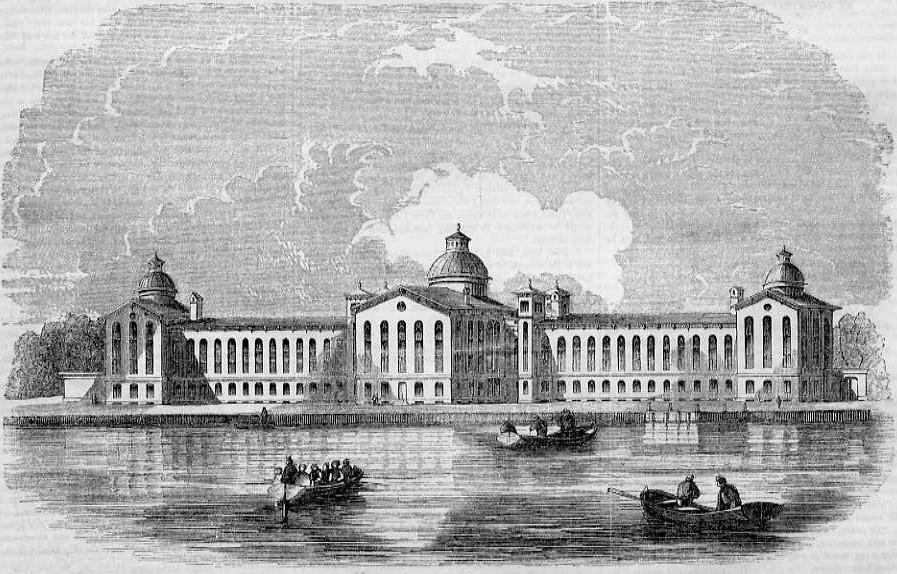
نيويورك هاوس أوف ريفيوج، هي مدرسة إصلاحية اكتملت عام 1854

كان مصطلح المدرسة الإصلاحية في الولايات المتحدة يُستخدم لتعريف، بشكل ملطف إلى حد ما، ما كان غالبًا يُعد سجنًا للـصبية، والمراهقين عمومًا.

## معلومات تاريخية
وجد المصلحون الاجتماعيون في أمريكا في أواخر القرن 19 وأوائل القرن 20 في جميع الحالات تقريبًا وجود خطأ في الممارسة المعتادة في ذلك الوقت لعلاج الأحداث المخالفين للقانون بشكل أساسي مثل المجرمين البالغين. وكان من المسلم به أنه كان يتم استغلالهم جنسيًا وغير ذلك في كثير من الأحيان من قبل السجناء الكبار وأنهم كانوا يتلقون تعليمات من عتاة المجرمين بطرق أكثر قوة وخطورة لتنفيذ جرائم مع عدم مراعاة قانون ولا أخلاق المجتمع ولا حتى حياة الإنسان. ونتيجة لذلك، فبدلاً من أن تكون مدة عقوبتهم بمثابة رادع لهم عن ارتكاب جرائم في المستقبل، يخرج العديد من الأحداث المخالفين للقانون من السجن أسوأ بكثير عما كانوا عليه عندما حُكم عليهم أول مرة.
وتتكون الإصلاحات، التي تم اعتمادها حتى الآن في بعض الدول بشكل أسهل عن غيرها، طريقة ذات شقين: قانون الأحداث المنفصل ومحاكم الأحداث للمخالفين الذين لم يبلغوا سن الرشد وبناء مؤسسات منفصلة للأحداث «المخالفين للقانون» (لم يتم استخدام المصطلح الذي يعد وصمة عار «مجرم»). ولأن الغرض الأساسي لهذه المؤسسات كان أن تكون تأهيلية بدلاً من عقابية، فتمت تسميتها «مدارس إصلاحية». وفي معظم الأحيان، كانت هذه المؤسسات احتجازية.
في خمسينيات وستينيات القرن العشرين، بدأت ملاحظة العديد من المشكلات نفسها التي حدثت مع النظام السابق لحبس الأحداث مع الكبار في المدارس الإصلاحية - حيث يقوم الأحداث الأكبر سنًا باستغلال الأصغر سنًا، جنسيًا وغير ذلك، في حين يعتبر الأحداث الأصغر سنًا زملاءهم الأكبر والأكثر قسوة قدوة لهم وموجهين. كما أن مصطلح «مدرسة إصلاحية» نفسه، الذي يُقصد به عدم الوسم بوصمة عار، تطور ليكون وصمة عار في حد ذاته، مثل طريقة «مدفوعات الرعاية الاجتماعية» الذي كان يُقصد به أن يكون مصطلحًا تصحيحيًا لا يتسم بالعار لكلمة «إغاثة» أو «إعانة حكومية»، لكنه تطور ليصبح وصمة عار في حد ذاته.

## التصور الحديث
اليوم، لا تُشير أي دولة صراحة أو رسميًا إلى دور الأحداث بأنها «مدارس إصلاحية»، بالرغم من وجود هذه المؤسسات حتى الآن. وقد تمت المحاولة أيضًا لتقليل أعداد من يدخلون هذه المؤسسات إلى أقصى حد ممكن، وترك الجميع، ماعدا الشباب الأكثر فسادًا، في محيط المنزل. وأصبحت الكثير من هذه المؤسسات مختلطة أيضًا، في محاولة لجعل الوضع طبيعيًا بشكل مقبول اجتماعيًا، واستجابة لتزايد عدد الشابات المخالفات للقانون.
وتشمل الطريقة الحالية تقليل استخدام المؤسسات الاحتجازية وتعظيم استخدام الإعدادات الأقل تقييدًا والتي تسمح للشباب بالبقاء في منازلهم، بينما يحضرون أثناء النهار في مؤسسة تُسمى مدرسة بديلة أو شيئًا من هذا القبيل، والتي تُعد عادة نسخة أكثر تنظيمًا من المدارس العامة. وربما يكون هناك اختبار بمراقبة المحكمة أو غيرها من القيود، مثل فرض حظر تجول صارم على عملاء «إدارة خدمات الشباب» أو أيا ما كانت تسميه الدولة، أكثر من تلك المفروضة على شباب آخرين في نفس العمر.
في الولايات المتحدة، تشمل معظم المرافق المعروفة التي تلبي المعايير العامة لتسميتها بالعامية «مدارس إصلاحية» مدرسة لينكولن هيلز بالقرب من ميريل، ويسكنسن (مذكورة في حلقات من المسلسل التلفزيوني الذي كان الأكثر شعبية فيما مضى أسوار بيكت) ومدرسة بريستون للصناعة في إوني، كاليفورنيا. وقد كانت المدرسة الإصلاحية الأولى في الولايات المتحدة مدرسة ليمان للبنين في ويستبورو بولاية ماساتشوستس، وتم افتتاحها عام 1848.
في الدنمارك، تستمر المدارس الشاملة في استخدامها كمدارس إصلاحية، لأنها أرخص بكثير من دور الأحداث بينما تكون نسبة النجاح هي نفسها تقريبًا. في الوقت الحالي، لا توجد مبادئ توجيهية تتعلق بخطورة الجرائم التي يتم اتهام الأطفال بها؛ ولا توجد أي مبادئ توجيهية في موضعها الصحيح للمساعدة في اتخاذ قرار لإرسالهم إلى مدارس إصلاحية في المقام الأول، لأن كل مدينة أو ولاية لها لوائحها الداخلية وميزانياتها. وينتهي الأمر بالأطفال المتهمين بالتهديد بتفجير قنابل في مثل هذه الأماكن.